# Cañaveras
Cañaveras é um município da Espanha, na província de Cuenca, comunidade autônoma de Castela-Mancha. Tem 73,67 km² de área e em 2021 tinha 236 habitantes (densidade: 3,2 hab./km²). Limita com os municípios de Albalate de las Nogueras, Arrancacepas, Buciegas, Canalejas del Arroyo, Castillo-Albaráñez, Olmeda de la Cuesta, Olmedilla de Eliz, Priego, San Pedro Palmiches e Villaconejos de Trabaque.